# Ingmar Bergman-priset
Ingmar Bergman-priset var ett svenskt filmpris, som delades ut åren 1978–2007.

## Översikt
Ingmar Bergman-priset instiftades av Ingmar Bergman som en komplettering till Guldbaggeprisen. Juryn bestod av Ingmar Bergman och Svenska Filminstitutets verkställande direktör, och priset omfattade dels en plakett, designad av Eila Hiltunen och dels en pengasumma som under de sista åren uppgick till 60.000 kronor.
Priset slutade delas ut till följd av Bergmans bortgång 2007. Detta skedde trots att Svenska Filminstitutet (preliminärt) meddelat att priset skulle finnas kvar. Däremot instiftades under 2007 The Ingmar Bergman International Debut Award, som sedan 2008 årligen utdelats på Göteborgs filmfestival.

## Pristagare
Priset har haft namnet Ingmar Bergman-priset 1978 (etc) och i regel delats ut tidigt året efter det namngivna året.

### 1970-talet
| År                 | Pristagare    | Yrke eller motivering    |
| ------------------ | ------------- | ------------------------ |
| 1977 / 1978 (14:e) | Wic' Kjellin  | Filmklippare             |
| 1978 / 1979 (15:e) | Lars Karlsson | "B-fotografernas Mozart" |

### 1980-talet
| År                          | Pristagare           | Yrke eller motivering                           |
| --------------------------- | -------------------- | ----------------------------------------------- |
| 1979 / 1980 (16:e)          | Lena Olin            | Skådespelare                                    |
| 1980 / 1981 (17:e)          | Lasse Åberg          | "För att han fick svenska folket att gå på bio" |
| 1981 / 1982 (18:e)          | Gustav Roger         | Ataljéchef                                      |
| 1982 / 1983 (19:e)          | Gunnar Björnstrand   | Skådespelare och komiker                        |
| 1984 (20:e)                 |                      |                                                 |
| Inget pris gavs ut detta år |                      |                                                 |
| 1985 (21:a)                 | Kerstin Eriksdotter  | Scripta                                         |
| 1986 (22:a)                 | Henry "Nypan" Nyberg | Biografmaskinist                                |
| 1987 (23:e)                 | Ulf Berggren         | Filmimportör                                    |
| 1987 (23:e)                 | Inger Pehrsson       | Klädskapare                                     |
| 1988 (24:e)                 | Lars-Owe Carlberg    | Produktionsledare (postumt)                     |
| 1989 (25:e)                 |                      |                                                 |
| Inget pris gavs ut detta år |                      |                                                 |

### 1990-talet
| År          | Pristagare                               | Yrke eller motivering |
| ----------- | ---------------------------------------- | --- |
| 1990 (26:e) | Georg af Klercker                        | Filmregissör (postumt pris, i syfte att bekosta restaureringen av Nattliga toner från 1918. Meddelades först på den 27:e galan)                                              |
| 1991 (27:e) | Inga Adolfsson                           | För "kärleksfull vård av kinematografins källor" |
| 1992 (28:e) | Gunnar Fischer                           | "Kinematografins riddare och konstnär" |
| 1993 (29:e) | Jannike Åhlund                           | För "talang, identitet och dödsförakt" |
| 1994 (30:e) | Richard Hobert                           | För "glädjerik och outtröttlig kreativitet" |
| 1995 (31:a) | Rune Waldekranz                          | För "en storslagen forskargärning och ett hängivet engagemang för filmkonsten"                                                                                               |
| 1996 (32:a) | Nils Melander                            | För "kunskap, intuition och integritet" |
| 1997 (33:e) | Agneta Fagerström-Olsson och Peter Birro | För "deras rytande, frustande, kärleksfulla, proffsiga, lidelsefulla, hemska, ostyriga och oberäkneliga och alldeles levande film" (Hammarkullen eller Vi ses i Kaliningrad) |
| 1998 (34:e) | Cilla Drott                              | För "ett filmarbete präglat av auktoritet, känslighet, klokhet och en handens sensualitet"                                                                                   |
| 1999 (35:e) | Torun Lian                               | För Bara molnen flyttar stjärnorna |

### 2000-talet
| År          | Pristagare                                                                                       | Yrke, motivering eller notering |
| ----------- | ------------------------------------------------------------------------------------------------ | --- |
| 2000 (36:e) | Antonia Pyk, Daniel Karlsson, Erik Ahrnbom, Josefine Broman, Linn Gottfridsson, Mårten Klingberg | "De sex eleverna vid Dramatiska Institutets manuslinje" |
| 2001 (37:e) | Reza Parsa                                                                                       | För sin insats i Möte med ondskan: "antagligen de märkligaste filmminuter som någonsin åstadkommits i vårt land" |
| 2002 (38:e) | Vilgot Sjöman                                                                                    | För "hans strid mot reklamteveföretag för hindra dessa att avbryta sända spelfilmer genom reklamavbrott" |
| 2003 (39:e) | Klaus Härö                                                                                       | För att han "med [sitt] förstlingsverk Elina ... träffat våra hjärtan med självklar kraft och betydande insikt" |
| 2004 (40:e) | Mikael Persbrandt                                                                                | För att "hylla en av Sveriges främsta skådespelare som har en sällsynt förmåga att förena konstnärlig auktoritet med gestaltande närvaro och som på ett kraftfullt och övertygande sätt ger liv åt vitt skilda roller" |
| 2005 (41:a) | Åse Kleveland                                                                                    | "Ingmar Bergman ger sitt pris till den som egentligen skulle ha pris varje år för sin initiativkraft, sitt mod och sin klokhet..."                                                                                     |
| 2006 (42:a) | Angela Kovács                                                                                    | För "sin kolossala förmåga att gjuta liv i såväl polischefer, Norénkaraktärer, Ibsenfigurer och inte minst för sin omisskännliga spelglädje"                                                                           |